# 7月11日
7月11日是阳历年的第192天（闰年是193天），离一年的结束还有173天。

## 大事記

### 19世紀以前
- 813年：拜占庭皇帝米海爾一世在陰謀的威脅下，退位讓賢給他的部將亞美尼亞人利奧，並出家為僧。
- 1302年：法蘭德斯伯國軍隊在科特賴克的金馬刺戰役中擊敗法蘭西王國國王腓力四世的軍隊。
- 1405年：中国明朝皇帝明成祖派遣航海家郑和率领船队从太仓市出发，开始其首次下西洋。
- 1533年：教宗克勉七世把英格兰国王亨利八世絕罰。
- 1789年：法国财政大臣雅克·内克尔被法国国王路易十六免除职务，并被命令立即离开法国。

### 19世紀
- 1804年：前美國財政部長亞歷山大·漢彌爾頓在紐澤西州威霍肯和美國副總統阿龍·伯爾展開決鬥，隔天便因受致命傷而喪生。
- 1810年：拿破仑吞并荷兰。
- 1811年：義大利科學家阿密迪歐·亞佛加厥提出關於氣體分子的假說，後來稱作亞佛加厥定律。
- 1833年：澳洲澳洲原住民Noongar族戰士雅岡遭一名白人少年殺害。
- 1848年：滑鐵盧橋站由倫敦和西南鐵路公司啟用，後來成為英國客運量最繁忙的鐵路車站。
- 1864年：南北戰爭於華盛頓哥倫比亞特區發生Battle of Fort Stevens會戰。

### 20世紀
- 1914年：美國海軍推出第一艘標準型戰艦內華達號戰艦。
- 1921年：1921年蒙古革命：外蒙古重新宣布独立，成立君主立宪政府。
- 1921年：爱尔兰与英国签定停火协议。
- 1921年：前美國總統威廉·霍華德·塔虎脱宣誓就任美國首席大法官，成為唯一一位曾就任這兩個職位者。
- 1935年：靜岡縣發生6級地震（日语：静岡地震 (1935年)），死傷人數9299名。
- 1936年：有「史上最大交通機器」之稱的紐約三區大橋通車。
- 1957年：伊斯蘭教伊斯瑪儀派第48代伊瑪目阿迦汗三世去世，第49代阿迦汗四世繼位。
- 1960年：美國作家哈波·李的小說首次出版，反映美國深南部地區的種族歧視現象。
- 1961年：《中朝友好合作互助条约》在北京签订。
- 1962年：人造卫星首次播送全球电视。
- 1973年：里約格朗德航空820號班機空難，導致128人死亡，11人生還。
- 1978年：西班牙一运载工业用煤气的卡車发生爆炸，引起地中海海岸一处游览营地起火，至少有180人丧生。
- 1979年：美国天空实验室进入大气层烧毁。
- 1982年：意大利获第12屆世界盃足球賽冠军。
- 1989年：哥伦比亚、墨西哥、委内瑞拉三国集团成立。
- 1991年：奈及利亞航空2120號班機空難，機上261人全部罹難。
- 1993年：英国培育出世界第一只公鸡。[1]
- 1995年：比爾·柯林頓總統宣布美利堅合眾國和越南社會主義共和國外交關係正式正常化。
- 1995年：波士尼亚与赫塞哥维纳塞族共和国军成功占领雪布尼查，并针对波士尼亚克人展开屠杀。

### 21世紀
- 2005年：中國鄭和下西洋十甲子第一個航海日。
- 2006年：微軟停止了對Windows 98与Windows Me的支援。
- 2006年：中国运动员刘翔在瑞士洛桑举行的国际田联超级大奖赛中以12秒88打破男子110米栏的世界纪录。
- 2006年：印度孟買發生火車連環爆炸，造成209人喪生，數百人受傷。
- 2007年：《頭條日報》成立。
- 2007年：中華民國行政院院長張俊雄在主持行政院院會時宣佈每年的7月15日定為解嚴紀念日，只紀念，不放假。
- 2010年：第19屆世界盃足球賽於南非舉辦決賽，並由西班牙國家足球隊取得優勝。
- 2010年：伊斯蘭民兵組織青年黨在烏干達坎帕拉發動多起自殺式爆炸，造成74人死亡，85人受傷。
- 2012年：美国國家航空暨太空總署和歐洲太空總署宣布发现了冥王星的第五颗卫星S/2012 P 1。

## 出生
- 1274年：罗伯特一世，苏格兰國王（1329年逝世）
- 1394年：足利義教，日本室町幕府第6代征夷大將軍（1441年逝世）
- 1553年：恭懷嬪，朝鮮國王世子嬪（1592年逝世）
- 1589年：豐臣鶴松，日本戰國時代大名豐臣秀吉之子（1591年逝世）
- 1628年：德川光國，日本大名（1701年逝世）
- 1657年：腓特烈一世，普鲁士國王（1713年逝世）
- 1754年：托馬斯·鮑德勒，英國內科醫生（1825年逝世）
- 1834年：詹姆斯·惠斯勒，美國印象派畫家（1903年逝世）
- 1837年：約翰尼斯四世，衣索比亞帝國皇帝（1889年逝世）
- 1846年：萊昂·布盧瓦，法國作家（1917年逝世）
- 1899年：埃尔文·布鲁克斯·怀特，美國作家（1985年逝世）
- 1903年：魯道夫·阿貝爾，蘇聯知名間諜（1971年逝世）
- 1916年：高夫·惠特蘭，澳大利亞政治家，第21任澳大利亞總理（2014年逝世）
- 1918年：威妮夏·伯尼，冥王星的命名者（2009年逝世）
- 1920年：撒迦利亞·西琴，亞塞拜然裔美國民間科學愛好者（2010年逝世）
- 1925年：尼古拉·蓋達，瑞典男高音歌唱家（2017年逝世）
- 1927年：西奧多·梅曼，美國物理學家，世上第一台雷射器的製造者（2007年逝世）
- 1930年：哈洛·卜倫，美國文學評論家（2019年逝世）
- 1931年：大塚康生，日本原畫師（2021年逝世）
- 1934年：喬治·亞曼尼，義大利設計師
- 1937年：白先勇，台灣作家
- 1945年：高燦興，台灣雕塑家（2017年逝世）
- 1946年：艾德·馬基，美國政治人物，現任聯邦參議員
- 1947年：楠葉宏三，日本动画监督（2018年逝世）
- 1949年：山田美根子，日本漫畫家，24年組之一
- 1956年：鄺佐輝，香港男演員（2015年逝世）
- 1958年：費雷敦·阿巴西，伊朗核物理學家（2025年逝世）
- 1960年：李麗芬，台灣女歌手
- 1960年：賈法·潘納希，伊朗電影導演、編劇、製片人、剪接師
- 1960年：阿卜杜勒·法塔赫·阿卜杜勒拉赫曼·布爾漢，蘇丹政治人物，現任蘇丹總統
- 1961年：穆罕默德·卡齊米，伊朗情報官員，伊斯蘭革命衛隊准將（2025年逝世）
- 1962年：彼得·桑斯基，美國政治人物
- 1963年：姬達·塔拉勒，約旦王妃
- 1963年：曼努埃尔·马雷罗，古巴政治人物，現任古巴总理
- 1964年：王寧，中國新聞播音員、主持人
- 1966年：三浦建太郎，日本漫畫家（2021年逝世）
- 1967年：那藝娜，中國網路紅人、歌手
- 1969年：矢上裕，日本漫畫家
- 1969年：陶喆，台灣歌手、流行音樂製作人
- 1970年：長澤美樹，日本女性聲優
- 1970年：賈斯汀·錢柏斯，美國男演員
- 1972年：麥可·羅森巴姆，美國男演員、導演
- 1974年：安妮寶貝，中國小說家、散文家、雜誌編辑
- 1977年：黎淑賢，香港女藝人（2023年逝世）
- 1977年：李梓萌，中國電視節目主持人
- 1979年：林秀晶，韓國女演員
- 1979年：徐敏貞，韓國女演員
- 1981年：槙陽子，日本漫畫家
- 1981年：步非煙，中國當代武俠小說家
- 1982年：孫慧雪，香港女演員
- 1982年：稻村優奈，日本女性聲優、演員
- 1983年：井上奈奈，日本女性聲優、舞台劇演員、主持人
- 1983年：潘嘉麗，新加坡女歌手
- 1983年：苟芸慧，香港演員
- 1984年：宋周英，韓國男歌手、音樂製作人、經紀公司CEO
- 1985年：李榮浩，中國歌手
- 1985年：袁嘉楠，法國女子乒乓球運動員
- 1986年：林思杰，台灣男演員
- 1986年：劳爾·加西亞，西班牙足球運動員
- 1986年：約翰·古爾庫夫，法國足球運動員
- 1987年：加藤成亮，日本男子偶像團體NEWS成員
- 1988年：裕美，香港歌手
- 1988年：井口裕香，日本女性聲優
- 1988年：祖安·史摩，波多黎各模特兒
- 1989年：歐陽耀冲，香港足球選手
- 1990年：卡洛琳·瓦芝妮雅琪，丹麥職業網球選手
- 1990年：康納·保羅，美國男演員
- 1991年：坂口健太郎，日本男演員、模特兒
- 1992年：岳岳，中國男歌手
- 1993年：吳奇軒，臺灣YouTuber、Tricking運動員及教練
- 1994年：貝依霖，香港女演員、模特兒
- 1994年：七瀨彩夏，日本女性聲優
- 1994年：傑克·懷特曼，英國男子田徑運動員
- 1996年：鄺頌晴，香港民主運動者
- 1996年：林宣妤，馬來西亞籍香港女演員、模特兒
- 1996年：雅各·吉勃遜，牙買加裔美國男演員
- 1996年：艾莉希亞·卡拉，加拿大女歌手、詞曲作家
- 1997年：楊凱莉，中國網絡歌手
- 1997年：郭子凡，中國男子偶像團體X玖少年團成員
- 1997年：石塚朱莉，日本女子偶像團體NMB48成員
- 1998年：石井杏奈，日本女演員
- 1998年：马尔科·弗里德尔，奧地利職業足球運動員
- 1999年：高卿塵，中國男子偶像團體INTO1成員
- 2001年：蘇菲亞·安·卡魯索，美國女演員、歌手
- 2002年：斯佳輝，中國職業司諾克選手

## 逝世
- 472年：安特米烏斯，西羅馬帝國皇帝（生年不詳）
- 1382年：尼科爾·奧雷姆，法國哲學家（1325年出生）
- 1648年：秦良玉，明朝女將領（1574年出生）
- 1863年：田中新兵衛，日本薩摩藩士，幕末四大人斬之一（1832年出生）
- 1895年：姜紹祖，台灣民主國將領（1876年出生）
- 1920年：歐珍妮·德·蒙提荷，法蘭西帝國皇后（1826年出生）
- 1932年：刘天华，中国民族器乐演奏家、作曲家（1894年出生）
- 1937年：乔治·格什温，美国作曲家（1898年出生）
- 1946年：李公朴，中国政治活动家（1902年出生）
- 1965年：胡階森，英國駐華臨時代辦（1890年出生）
- 1971年：約翰·W·坎貝爾，美國科幻小說家、編輯（1910年出生）
- 1988年：芭芭拉·伍頓，英國社會科學家、犯罪學家、政治家，阿賓傑的伍頓女男爵（1897年出生）
- 1989年：勞倫斯·奧立佛，英国影星（1907年出生）
- 1992年：鄭逸梅，中國作家、文史學家、教育家（1895年出生）
- 1992年：邓颖超，中國政治家、社会活动家，已故總理周恩來夫人（1904年出生）
- 1994年：蓋瑞·基爾多，美國計算機科學家、企業家（1942年出生）
- 2003年：葉德利，澳門企業家（1907年出生）
- 2007年：小瓢蟲·詹森，美國第36任總統林登·詹森夫人（1912年出生）
- 2009年：季羡林，中国语言学家、文学翻译家，梵文、巴利文专家（1911年出生）
- 2009年：任繼愈，中國學者，中國國家圖書館名譽館長（1916年出生）
- 2010年：賈克禮，臺灣魔術師（1930年出生）
- 2015年：岩田聰，日本企業家、遊戲程式師，任天堂第四任社長（1959年出生）
- 2014年：約翰·席根塔勒，美國記者、作家（1927年出生）
- 2017年：砂川启介，日本男演员、艺人、主持人（1937年出生）
- 2018年：劉振華，中国人民解放军著名将领，原沈阳军区、北京军区政治委员，中国人民解放军上将军衔（1921年出生）
- 2018年：计春华，中国大陆著名演员，被誉为“中国金牌反派明星”（1961年出生）
- 2020年：梁立人，香港著名編劇，因手術失敗在廣州病逝（1949年出生）
- 2021年：老楞佐·蒙森沃·帕辛亞，剛果民主共和國天主教司鐸級樞機、金夏沙總教區榮休總主教（1939年出生）
- 2022年：藤井裕久，日本政治人物，曾任日本眾議院議員（1932年出生）
- 2023年：米兰·昆德拉，捷克裔法國作家（1929年出生）
- 2023年：汪應洛，中國管理科學與管理工程專家（1930年出生）
- 2024年：雪莉·杜瓦，美國女演員（1949年出生）
- 2024年：亨利，菲斯滕貝格親王（1950年出生）
- 2025年：瓦季姆·梅德韋傑夫，蘇聯政治人物（1929年出生）
- 2025年：馬遠良，中國水聲工程專家（1938年出生）

## 节假日和习俗
- 世界人口日
- 1995年斯雷布雷尼察种族灭绝受害者国际纪念日
- 蒙古国：那达慕
- 中華民國：航海節
- 中华人民共和国：中国航海日